# Брезница (Македонски Брод)
Брезница (мкд. Брезница) је насеље у Северној Македонији, у средишњем делу државе. Брезница припада општини Македонски Брод.

## Географија
Насеље Брезница је смештено у средишњем делу Северне Македоније. Од седишта општине, градића Македонски Брод, насеље је удаљено 45 km северно.
Рељеф: Брезница се налази у области Порече, која обухвата средишњи део слика реке Треске. Дато подручје је изразито планинско. Насеље је положено висоравни изнад десној обале реке Треске, у најужем делу тока, у оквиру Поречке клисуре. Река је на овом месту преграђена, па је образовано велико вештачко језеро. Источно од насеља уздижу се планине Јакупица и Караџица. Надморска висина насеља је приближно 990 метара.
Клима у насељу је планинска због знатне надморске висине. 

## Историја
Почетком 20. века, као и Порече, становништво Брезнице је било наклоњено српској народној замисли, па се месно становништво у изјашњавало Србима.

## Становништво
По попису становништва из 2002. године, Брезница је имало 49 становника.
Претежно становништво у насељу су етнички Македонци (100% према последњем попису).
Већинска вероисповест у насељу је православље.